# خوان دي سالسيدو
خوان دي سالسيدو (بالإسبانية: Juan de Salcedo)‏ هو مستكشف إسباني، ولد في 1549 في مدينة مكسيكو في المكسيك، وتوفي في 11 مارس 1576 في فيغان في الفلبين.